# Flughafen Kolhapur

i8
i11
i13
Der ca. 606 m hoch gelegene Flughafen Kolhapur (englisch Kolhapur Airport, IATA-Code: KLH, ICAO-Code: VAKP) ist ein nationaler Flughafen ca. 9 km (Fahrtstrecke) südöstlich der Großstadt Kolhapur im indischen Bundesstaat Maharashtra.

## Geschichte
Einen Flugplatz gibt es bereits seit den späten 1930er Jahren; damals gab es sogar eine regelmäßige Verbindung zwischen dem Fürstenstaat Kolhapur und Bombay. Der jetzige Flughafen nahm im Jahr 1987 den Betrieb auf; die damals 1370 m lange Start- und Landebahn musste aber im Jahr 2010 grundlegend erneuert werden. In den 2010er Jahren wurden diverse Modernisierungen und Erweiterungen durchgeführt.

## Verbindungen
Der Flughafen wird von mehreren Fluggesellschaften angeflogen. Derzeit finden regelmäßige Flüge nur nach Hyderabad, Mumbai, Tirupati und Bangalore statt.

## Sonstiges
- Der Flughafen verfügt über eine 1930 m lange Start- und Landebahn, deren Verlängerung jedoch geplant ist.
- Betreiber ist die Airports Authority of India.